# Abstellen (Straßenverkehr)
Abstellen bezeichnet im straßenverkehrsrechtlichen Sinne das Parken eines Fahrzeuges im öffentlichen Verkehrsraum. Dabei handelt es sich nicht, wie im Falle des reinen „Parkens“, um einen zulässigen Gemeingebrauch, sondern um eine unerlaubte Sondernutzung. Dies trifft konkret für Fahrzeuge zu, die sich aufgrund einer fehlenden Straßenzulassung oder Fahrbereitschaft außerhalb des Geltungsbereichs des Straßenverkehrsrechts befinden. Entsprechende Vorschriften und eventuell anzusetzende Bußgelder werden in den Satzungen der Gemeinden oder in den Landesstraßengesetzen (LStrG) festgehalten. 
Ein gängiges Beispiel ist das Abstellen von Fahrzeugen oder Anhängern zu Werbezwecken. Des Weiteren gilt auch das Abstellen eines Wohnwagens oder Wohnmobils für Wohnzwecke als unzulässige Sondernutzung. Hierbei ist jedoch die so genannte Abstelldauer maßgebend. Wird ein Fahrzeug zum Zwecke der Wiederherstellung der körperlichen Fahrtüchtigkeit abgestellt und in diesem Zusammenhang zum Ruhen oder Übernachten genutzt, so handelt es sich um einen zulässigen Gemeingebrauch. 